# Shin Kamen Rider: Prologue
Shin Kamen Rider: Prologue (真・仮面ライダー 序章(プロローグ) Shin Kamen Raidā: Purorōgu) là một bộ phim kinh dị  Tokusatsu của Nhật Bản năm 1992 của đạo diễn Osamu Tsuji trong Kamen Rider Series và cũng là bộ phim điện ảnh đầu tiên của Toei.. Bộ phim ra mắt Kamen Rider Shin.

## Nội dung
Bác sĩ Daimon Kazamatsuri và Giichi Onizuka là hai nhà di truyền học, nghiên cứu các phương pháp chữa trị các bệnh như AIDS và ung thư bằng cách thực hiện các thí nghiệm để biến đổi gen  của con người. Đối tượng thử nghiệm, Shin Kazamatsuri là con trai của bác sĩ Kazamatsuri. Hoạt động của họ được tài trợ bởi một nhóm những người có kế hoạch sử dụng nghiên cứu cho lợi ích riêng của họ. Các bác sĩ trước đây đã không thành công với các thí nghiệm trên cyborg. Tuy nhiên, họ không biết về tham vọng bí mật của Onizuka: anh ta muốn tạo ra một chiến binh mới bằng cách hợp nhất DNA của châu chấu vào các đối tượng thử nghiệm. Đồng thời anh ta đã tự mình thử nghiệm trên cơ thể mình và biến mình thành Onizuka Rider/Transformed Onizuka. Cũng trong lúc đó nghiên cứu trên cơ thể Shin Kazamatsuri thành công và biến anh thành Kamen Rider Shin.
Bị ám ảnh bởi những cơn ác mộng kinh hoàng dường như quá thực tế và đang phải vật lộn để duy trì một số tính chất bình thường trong cuộc sống của mình, anh ta đấu tranh để khám phá âm mưu dệt quanh mình khi cuộc sống của anh sụp đổ. Với nỗi sợ hãi và sợ hãi làm giảm quyết tâm của mình, anh quay sang một vài người bạn và gia đình anh đã rời đi để an ủi, không hoàn toàn hiểu được mối nguy hiểm mà họ gặp phải khi tham gia.
Mặc dù anh ta đã vượt qua những kẻ thù phản bội và học cách kiểm soát hình dạng đột biến của mình, cuối cùng anh ta đã bước đi trên con đường cay đắng mà tất cả các kỵ sĩ chân chính đi theo, một con đường ôm lấy sự cô lập và đánh mất hạnh phúc của chính mình. Để tránh xa con người cũ của mình, anh ta mất bạn bè, gia đình và một số đồng minh còn lại đã giúp anh ta thoát khỏi sự nắm bắt của Syndicate. Cuối cùng, chính sự quyết tâm và ý thức mạnh mẽ về công lý của anh ấy đã giúp anh ấy tiếp tục.
Với cái chết của bạn gái, Ai Asuka, Shin cuối cùng cũng tự xóa tan nghi ngờ của mình và quyết tâm tiêu diệt Syndicate bằng sức mạnh của mình. Sau cuộc đối đầu với nhà khoa học bắn Ai, Shin đến bên cô trong những giây phút cuối cùng và với hơi thở hấp hối, cô cầu xin Shin hãy chăm sóc đứa con của họ, người vẫn còn sống do thừa hưởng khả năng đột biến của Shin.
Trong khi đó, một sinh vật đang rình rập trong thành phố để giết người. Shin tin rằng anh ta là người đã gây ra vụ giết người, nhưng cuối cùng anh ta phát hiện ra kế hoạch của Onizuka. Onizuka đã tự thử nghiệm và thay đổi gen của mình. Thần giao cách cảm cho phép anh giao tiếp với Shin, khiến Shin trở thành nhân chứng cho những vụ giết người.
Trong trận đấu cuối cùng với Goushima, Shin đã chiến thắng và kết liễu anh ta bằng một cú dứt điểm tàn bạo dã man. Khi cyborg cố gắng thực hiện một đòn tấn công bất ngờ cuối cùng thông qua một quả bom ẩn trong đầu, Shin ném cái đầu sang một bên và tránh được vụ nổ chí mạng.
Một nhân viên CIA theo dõi Shin và muốn tiêu diệt anh ta, vì không ai biết mối đe dọa thực sự mà Shin có thể gây ra.

## Diễn viên
- Katsuhisa Ishikawa:Shin Kazamatsuri
- Yumi Nomura: Ai Asuka
- Akira Ishihama: Daimon Kazamatsuri
- Daijiro Harada: Iwao Himuro
- Reiji Andou: Goushima
- Kouki Kataoka: Giichi Onizuka
- Kiyomi Tsukada: Sarah Fukamachi
- Masanobu Takashima: Takuya Yuki
- Jiro Okamoto: Kamen Rider Shin (diễn viên phục trang)
- Kazutoshi Yokoyama as Cyborg Soldier Level 2 (diễn viên phục trang)
- Sáng tạo: Shotaro Ishinomori
- Susumu Yoshikawa
- Osamu Kaneda, Kazuyoshi Yamada
- Nobuo Yajima
- Katsushi Murakami

## Âm nhạc
Bài hát "Forever" của bộ phim được thực hiện bởi Noriko Watanabe, với lời bài hát của Hiroko Kimura, sáng tác của Ryuudou Uzaki, và sắp xếp của Tooru Yuugawa. Bộ phim được phát hành trên DVD vào ngày 25 tháng 4 năm 2008, bởi Bandai Visual. Sau đó, nó đã được phát hành trên kênh đăng ký của Toei, bộ phim có sự góp mặt của bộ phim kỷ niệm 40 năm Kamen Rider vào tháng 7 năm 2011.
OST được Nippon Colombia phát hành vào ngày 6 tháng 7 năm 2005 dưới dạng bản phát hành đặc biệt Animex với giá bán trên đường phố là 1, 200 Yen với các bản nhạc được sáng tác bởi Ryudo Uzaki và Kaoru Wada.

## Xuất hiện -Kamen Rider Shin
Shin Kamen Rider xuất hiện trong các bộ phim sau Kamen Rider Decade. Ông cũng là trọng tâm chính của All Riders vs. Dai-Shocker. Kamen Rider Shin cũng xuất hiện như một nhân vật có thể chơi trong trò chơi video năm 2011 trong trò chơi video Nintendo DS - All Kamen Rider: Rider Generation.

### All Riders vs. Dai-Shocker
Shin, cùng với các Shōwa Rider khác, xuất hiện trong Kamen Rider Decade: All Riders vs. Dai-Shocker. Trong các bộ phim ăn khách trên Internet đi kèm với bộ phim, Shin được xác định là Kamen Rider chính thức thứ 13 của thời đại Showa. Trong trận chiến, anh được nhìn thấy chiến đấu với Bakeneko, Formica Pedes, Rat Fangire, Shiomaneking, Mole Imagin và Geophilid Worm.

### Let's Go Kamen Riders
Một tai nạn gây ra bởi Greekh Ankh đã vô tình thay đổi dòng thời gian cho phép Shocker sử dụng Huy chương tế bào để tạo ra Shocker Greeed đã đánh bại Double Riders và dường như xóa bỏ Kamen Rider khỏi lịch sử. Năm 2011, sau nỗ lực sửa chữa thiệt hại của Kamen Rider New Den-O, anh cùng với Kamen Rider OOO và M-Ankh chờ đợi hành quyết. Tuy nhiên, nó đã được tiết lộ rằng Double Riders đã bị tẩy não bởi một nhà khoa học Shocker.
Double Riders đã tham gia cùng với New Den-O và OOO để chiến đấu với lực lượng của Shocker, nhưng cuối cùng đã bị đánh bại. Khi mệnh lệnh được đưa ra để giết tất cả mọi người, V3 bất ngờ xuất hiện, khẳng định rằng có hơn bốn kỵ sĩ. V3 nhanh chóng được theo sau bởi tất cả các tay đua hồi sinh khác đến sau anh ta, bao gồm cả Shin, mặc dù lịch sử Rider đã thay đổi, ký ức của mọi người vẫn không thay đổi. Sau khi các tay đua hợp nhất, họ đối đầu với Thủ lĩnh vĩ đại của Shocker. Sau đó, khi được tham gia bởi một lực lượng kỵ sĩ phụ, Shin và tất cả các tay đua khác đã lên xe máy của họ và thực hiện "All Rider Break", đâm vào Rock Great Leader và đánh bại nó một lần và mãi mãi.